# Alois Klar

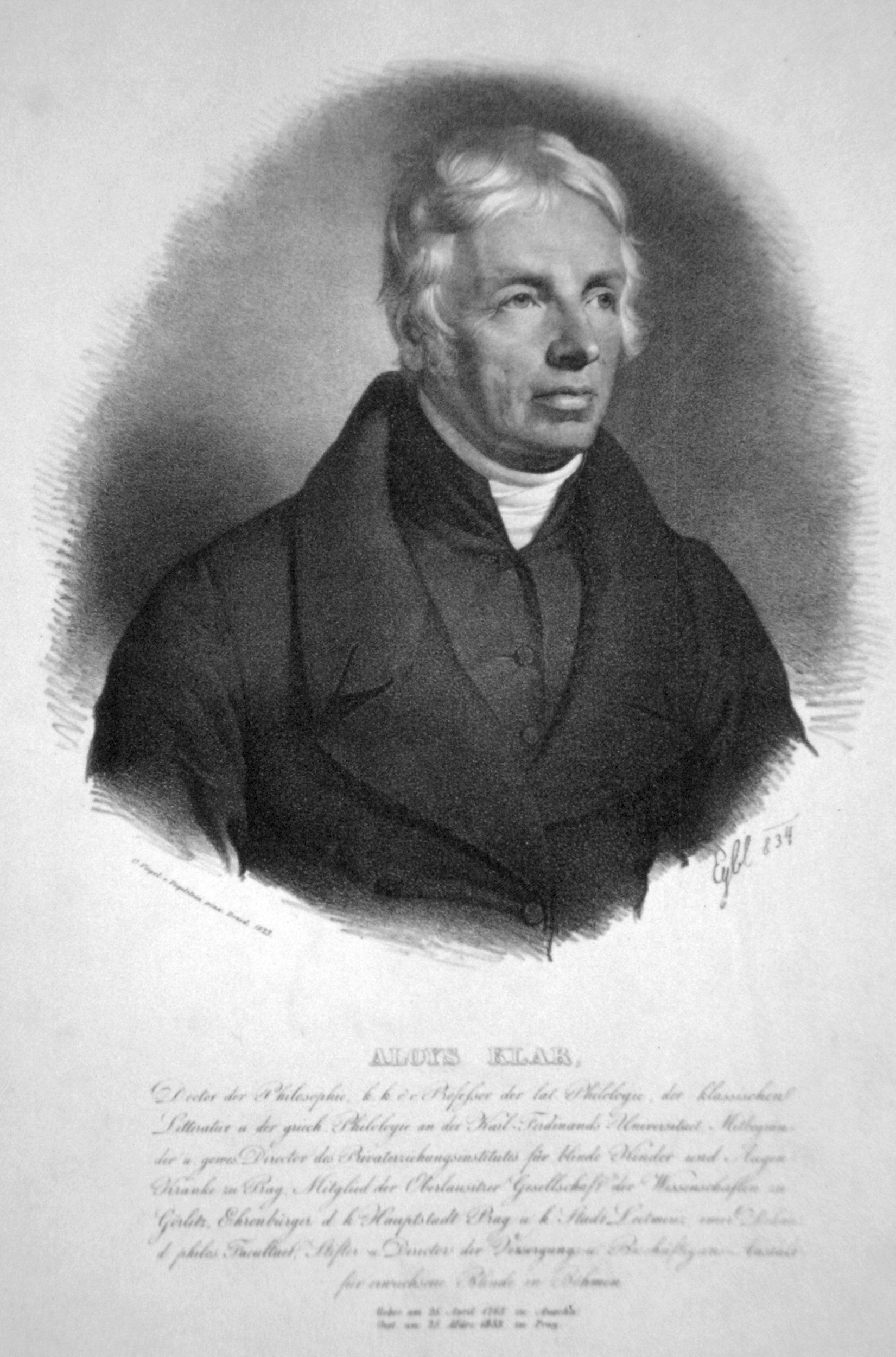
Aloys Klar (1834)

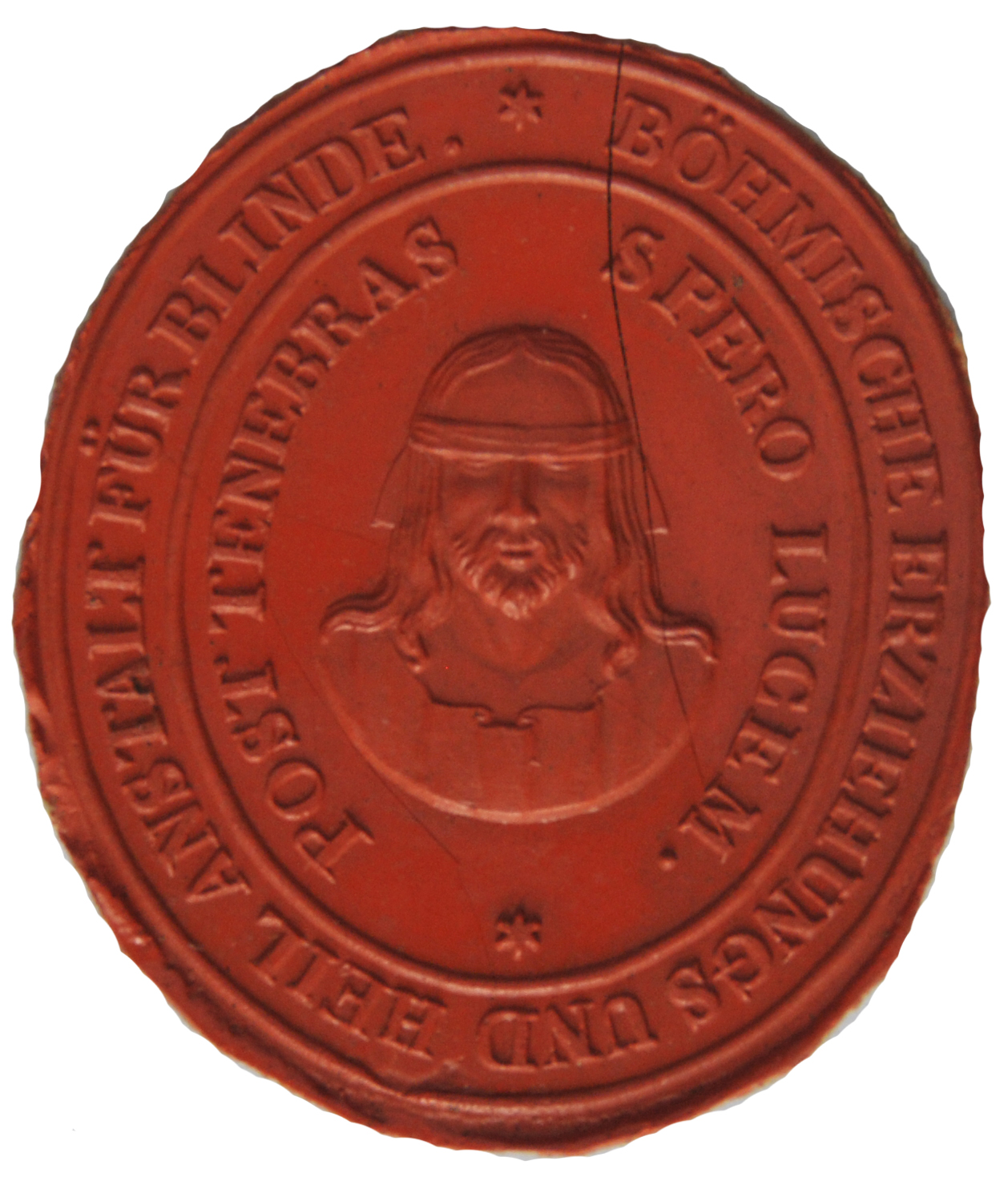
Pečeť ústavu slepců, Praha ~1840

Alois Klar, též Aloys Klár, (25. dubna 1763, Úštěk – 25. března 1833, Praha) byl český filolog, pedagog a filantrop, profesor pražské univerzity, děkan filosofické fakulty, zakladatel a první ředitel Klárova ústavu pro slepce. Roku 1831 byl jmenován čestným měšťanem města Prahy.

## Život
Aloys Klar byl ženat s Rosinou, rozenou Schönovou (1778–1847). V manželství se narodil syn Pavel Aloys (1801–1860) a dcera Marie, která však zemřela předčasně (1812–1829).
Po studiu v Litoměřicích studoval na pražské univerzitě klasické jazyky a roku 1782 získal doktorát filosofie. Roku 1786 se stal profesorem gymnázia v Litoměřicích, kde působil také jako katecheta. Roku 1806 byl jmenován profesorem řečtiny a klasické literatury na pražské univerzitě.
Mezi jiným zde zavedl velmi oblíbená cvičení v rétorice a deklamaci básní, kam docházel i Karel Hynek Mácha. Klar byl patrně první, kdo Máchu v jeho básnické činnosti povzbudil a patrně i hmotně podporoval. Mácha si ho velice vážil a věnoval mu báseň. Vedle této činnosti učitele se Klar – sám tělesně postižený – po celý život věnoval dobročinným činnostem, zejména péči o nevidomé. Založil také stipendium pro výtvarné umělce.
Aloysovi Klarovi nebylo dopřáno, aby ústav vybudoval podle svých plánů. Na jaře roku 1833 zemřel náhle na mozkovou mrtvici (Nervenschlag). Pohřben byl na Malostranském hřbitově. Z původní hrobky byly jeho ostatky přeneseny do kaple svatého Rafaela v Ústavu slepců.

## Dílo

### Klárův ústav

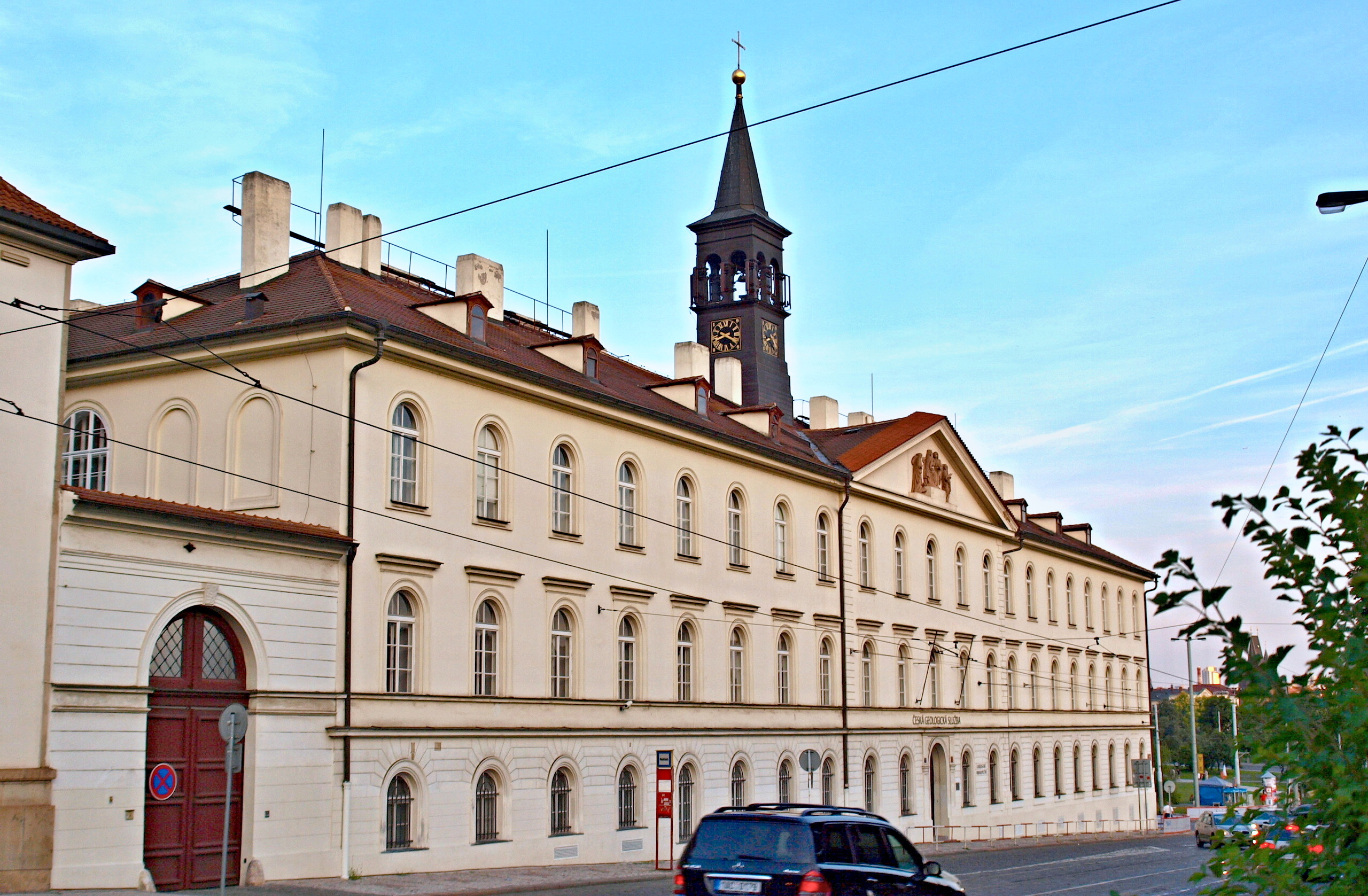
Budova Klarova ústavu slepců

Už roku 1807 spolu s manželkou Rosinou, se synem Pavlem Aloysem a jeho ženou Karolínou Marií, rozenou Vratislavovou z Mitrovic, založil soukromý Ústav pro slepé děti na Hradčanech.

### Klárovo stipendium pro výtvarné umělce
Aloys Klár zavedl v roce 1811 pro posluchače třetího filosofického ročníku tzv. deklamátorská cvičení, kterým byla na fakultě vyměřena jednou za tři týdny jedna hodina. Vzhledem k tomu, že Klárovi se jevil tento čas nedostatečným, pokračoval ve cvičeních ve svém bytě a později, když bytové prostory pro množství posluchačů nedostačovaly, v jednom ze sálů Klementina.
Deklamátorská cvičení v Klementinu byla již veřejná a přispívala k rozvíjení tehdejšího krasoduchého pražského veřejného společenského života až do roku 1830. S těmito řečnickými cvičeními úzce souvisí také založení stipendia pro výtvarné umělce. V roce 1829 vydal k těmto řečnickým cvičením spis: „Auswahl von Gedichten zu deklamatorischen Uebungen” (česky Výběr básní k řečnickým cvičením) a právě výtěžek ze svého spisu věnoval pro zamýšlené stipendium pro výtvarné umělce.
Zpráva o založeném stipendiu a s výzvou k hojné jeho podpoře se dostala k veřejnosti zejména díky oběžníku, vydaného správcem kouřimského kraje guberniálním radou a okresním hejtmanem Jeronýmem hrabětem Lützowem. Oběžník též uváděl, že tento počin již podpořili císař František I. a císařovna Karolína Augusta. Návrh zakládací listiny byl 2. ledna 1833 předložen ke schválení guberniu. K tomu Aloys Klar připojil dodatek, že po vymření jeho rodiny, se budou všechny obrazy, kresby a modely žadatelů o stipendium vystavovat veřejně a výbor, sestavený stejným dílem z vynikajících umělců a z teoreticky vzdělaných znalců umění, pak na základě přezkoumání předložených děl udělí stipendia, což veřejnosti oznámí tiskem.
Se svolením slav. c. k. zemského gubernia ze dne 4. května 1833 č. 17167 založil jsem já, Alois Klár, doktor filosofie atd. kapitálem 6000 zl. k. m. stipendium, jež určeno jest pro umělce říše rakouské a především pro umělce z Čech. V dalších odstavcích uvádí se, že se ucházeti mohou malíři a sochaři na základě ukázek svého umění. Doba trvání stipendia stanoví se na dva roky, ale může i na třetí rok býti předloužena.
Národní listy, 2.10.1898
Guberniálního schválení zakládací listiny se Aloys Klar nedočkal, jelikož zemřel 25. března 1833. Definitivní vystavení měla tak na starosti jeho ovdovělá choť a syn Pavel Aloys Klar (1801 Litoměřice - 1860 Praha), koncipista guberniálního presidia. Na zakládací listině se podepsali svědkové hrabě Boos-Waldeck a Jindřich Losy rytíř z Losenavy. Guberniálního potvrzení se zakládací listině dostalo dne 24. června 1834. Klarovo úmrtí však celou akci zdrželo až do roku 1837. Dne 6. července 1837 Pavel Aloys Klar zemskému guberniu oznámil, že stipendijní jistina čítá toho roku 6000 zlatých a že hypotéku s pětiprocentním úrokem převzal hrabě Kristián Vincenc z Valdštejna. Zároveň zemské gubernium požádal, aby přistoupilo k vypsání prvního konkursu. Právoplatně tak stipendium vešlo do života v roce 1838.
Stipendium bylo vyměřeno na 300 zl. ročně a jedinou povinností stipendisty byla láska k umění a setrvání dvou třetin uvedeného času v Římě a v Itálii. Vedle toho musel stipendista dostát závazku, že ihned po ukončení těchto požitků obdaří kostel v místě svého křtu nebo svého posledního pobytu vlastním dílem (obrazem nebo sochou atp.) a to takovým způsobem, „jenž byl by pro vrstevníky i potomky důstojný umění, kostela, vlasti i jeho samého”. V případě, že by po svém návratu závazku během dvou let nevyhověl, mělo se zemské gubernium (místodržitelství) postarat, aby bylo stipendium vráceno.

#### Stipendium 1838
Prvního konkursu se účastnili čtyři umělci: malíř Vilém Kandler z Chrastavy (ten nakonec odstoupil); sochař Emanuel Max z Bürgsteinu; absolvent akademie v Miláně Emanuel Víšek z Kutrovic na Slánsku a absolvent vídeňské akademie umění Karel Zenker z Krumlova (rodem z Vídně). Emanuel Max byl prvním vybraným stipendistou. Od Společnosti vlasteneckých přátel umění obdržel též cestovní podporu a 1. května 1839 odcestoval. Dekretem ze dne 3. února 1842 mu bylo stipendium prodlouženo na další třetí rok.

#### Stipendium v letech 1843, 1850 a 1855
Při druhém vypsání konkursu se přihlásili: malíř Vilém Kandler; malíř Friedrich Ströbel a Aloys Gustav Schulz, jenž podmínkám konkursu nakonec nevyhovoval a byl vyloučen. Stipendium bylo uděleno Kandlerovi, který 30. září 1843 dorazil do Říma a na přímluvu tehdy slavného malíře Gebharda Flatze (1800–1881) obdržel stipendium též pro třetí rok. V letech 1846 až 1850 nebylo stipendium uděleno, sice se ucházel malíř Adolf Weidlich, ten ale nakonec nastoupil dráhu učitelskou. V roce 1850 bylo uděleno sochaři Juliu Melzerovi, který 24. května 1850 nastoupil cestu do Říma. Dne 8. července 1855 obdržel stipendium sochař Václav Levý, jehož spolukonkurentem byl sochař Rudolf Zafouk z Komárova u Berouna. Ten však nedodržel závazek k vytvoření votivního díla a to mramorového reliéfu Madony v kostele Nanebevzetí Panny Marie v Plasech.

#### Stipendium 1858
Od roku 1855 vstupovali stipendisté do kontaktu s rakouským vyslanectvím v Římě, kde byl ve věži vyslanecké budovy pro dotyčného stipendistu zdarma upraven výtvarný ateliér. V roce 1858 si podali žádost dva sochaři: Kamil Böhm z Pátku a Antonín Herold z Volšan a dva malíři: Antonín Ebert z Kladrub a Vincenc Bošík z Hlízova; dekretem z 28. října 1859 dostalo se stipendia Kamilovi Böhmovi.

#### Stipendium 1863
V roce 1860 zemřel správce stipendia Pavel Aloys Klar a než došlo k vyřízení dědictví (synové Pavel Zdeněk, Karel, Rudolf Maria) a určení nového správce, převzala vedení ovdovělá Karolina Klar (roz. hraběnka Vratislavova z Mitrovic a Schönfeldu), která navýšila nadání na 500 zlatých ročně a vyhlásila nový konkurs. O stipendium se ucházeli: Petr Maixner, Gabriel Max a František Sequens. Stipendia se dostalo malíři Sequensovi, jež bylo místodržitelstvím schváleno 8. srpna 1863 (novým správcem stipendia se stal Rudolf Maria rytíř Klar). Vzhledem k tomu, že mu bylo Klarovo dvouleté stipendium prodloužené o další třetí rok a k tomu obdržel ještě dvouleté stipendium státní, vrátil se z Itálie až v roce 1868. Votivní obraz Narození Ježíše Krista pro kostel v Plasech odevzdal až po 7 letech. Z kostelní pokladny si ještě nechal vyplatit dalších 200 zlatých.

#### Stipendium 1868
Dalším stipendistou byl 20. května 1868 vybrán sochař Jindřich Čapek, jenž pobýval v Itálii až do roku 1871. Jeho votivním dílem měla být dřevěná socha P. Marie v nadživotní velikosti pro hlavní oltář kostela P. Marie Vítězné v Praze. Teprve po nátlaku prokuratury, že má pro nedodržení nadačních podmínek vrátit 1 500 zlatých, sochu v prosinci 1876 do kostela odevzdal.

#### Stipendium 1871
Při dalším konkursu vypsaném 17. června 1871 se přihlásili tři uchazeči: malíř Robert Leinweber z města Böhmisch Leipa, sochař Bohuslav Schnirch z Prahy a sochař Karel Dvořák z Karlína. Porota uznala všechny za stejně kvalifikované a z důvodu střídání uměleckých disciplín vybrala tentokrát malíře Roberta Antonína Leinwebera, jenž byl potvrzen dekretem ze dne 10. června 1872. Své votivní dílo Ježíše Krista provedl pro kostel v České Lípě včas. S jeho stipendiem nastal jiný problém. Mladé umělce v sedmdesátých letech vábil Orient a pestrý život na jihu. Leinweber si proto zajel do Tunisu, do korutanských Alp a nakonec do Vídně, čímž nedodržel podmínku pobytu ze dvou třetin v Itálii; nakonec se mu podařilo doslova s odřenýma ušima pobyt v Římě skoro ze dvou třetin nějak prokázat a scházejících pět měsíců mu bylo odpuštěno. Na oplátku nežádal o prodloužení stipendia o další třetí rok.

#### Stipendium 1874
V roce 1874 se o Klarovo stipendium ve výši 500 zlatých ročně přihlásili: malíř a kunsthistorik Dr. Agathon Klemt a sochař Bernard Seeling; přičemž porota opět uznala oba za stejně kvalifikované a z důvodu střídání uměleckých disciplín vybrala tentokrát sochaře. Seelingovi bylo stipendium potvrzeno dekretem ze dne 16. srpna 1875. Během pobytu si ale sochař Seeling stěžoval, že pro místní drahotu nemůže s touto částkou vyjít. Načež bylo stipendium výnosem místodržitelství ze dne 18. února 1876 č. 3961 navýšeno na 800 zlatých ročně. Seeling využil taktéž prodloužení na tři roky a vrátil se v roce 1878. Své votivní dílo „Kristus” měl věnovat Strahovskému klášteru, ale klášterní správa se nároků na dílo vzdala ve prospěch kostela v Úštěku (kostela pokřtění zakladatele stipendia). Také Seeling dostál své votivní povinnosti až po dlouhém sporu teprve v roce 1881.

#### Stipendium 1878
Dne 22. srpna 1878 byl vypsán nový konkurs, jehož se účastnili: malíř Benedikt Knüpfer, malíř Oskar Rex, malíř Emil Zillich, sochař Josef Strachovský a malíř Hanuš Knöchel. Odstoupili kaligraf Hanuš Wahner a nakonec také Benedikt Knüpfer. Stipendium porota udělila Hanuši Knöchelovi dekretem z 26. prosince 1879. Votivní dílo sv. Barbora pro kostel sv. Štěpána v Praze provedl Knöchel již během prvých dvou let stipendijního požitku.

#### Poslední stipendia pod rodovou záštitou
V roce 1885 bylo stipendium navýšeno na 1000 zlatých ročně.
- Emanuel Krescenc Liška (od 1. ledna 1885 do 31. prosince 1887, v Římě od října 1885)
- Emanuel Dítě (od 1. července 1889 do 30. června 1892, v Římě od 3. prosince 1889)
- August Zoula (od 1. ledna 1894 do 31. prosince 1896)[9]

Poslední konkurs pod záštitou rodiny byl svolán na jaro 1898 a to formou výstavy do Rudolfina se stipendiem ve výši 1000 zlatých ročně. Dne 3. září 1898 zemřel poslední zástupce rodu Rudolf Maria rytíř Klar. Po vymření rodiny Aloyse Klara se tak měly na základě jeho přání obrazy, kresby a modely žadatelů o stipendium vystavovat veřejně a výbor sestavený z umělců a znalců umění měl udílení stipendia oznamovat tiskem.

## Posmrtné pocty
- Pokračovatelkou Klárova ústavu je Speciální střední odborné učiliště Aloyse Klara v Praze 4-Krči, jediná učňovská střední škola pro zrakově handicapovanou mládež v České republice[8]
- Podle Klárova ústavu a na počest jeho zakladatele Aloyse Klara dostalo prostranství před ústavem v roce 1922 název Klárov, kde je dnes rušná dopravní křižovatka a stanice metra „Malostranská“
- Na Klarově rodném domě v Úštěku je umístěna pamětní deska[16]
- V roce 2013 byla v rodném Úštěku pojmenována Základní škola Aloyse Klára[17]

## Dílo
- Über Declamation und declamatorische Übungen („O deklamaci a deklamatorických cvičeních“ Praha, 1820)
- Messgesang („Zpěvy ke mši“)
- Wichtigkeit der Griechischen Sprache für vollendetere Bildung und gründliche Gelehrsamkeit, selbst noch in unseren Tagen mit einem Blicke auf das alte classische Studium überhaupt: eine Rede, gehalten ... in Prag im Jahr 1806 am 9. December / von Aloys Klar. („O důležitosti řeckého jazyka pro dokonalejší vzdělávání a důkladnou učenost... Praha: Caspar Widtmann, [1807], 38 s.
- Die heiligen Apostel („Svatí apoštolové“ 1814)
- Auswahl von Gedichten zu declamatorischen Übungen („Výběr básní pro deklamační cvičení“, Praha 1822 a 1829) [6]
- Zdali náboženství toliko jest prostředek k blaženosti; či sám oučel a povolání člověka: anebo spíše jedno i druhé spolu? (Sepsal Aloys Klár, doktor v libomudrctví, c.k. profesor latinské a řecké literatury na vysokých školách pražských ; Z německého přeložil Frant. Lad. Čelakovský.) Stará Říše: Dobré dílo 1939, 74, [I] s. Dostupné online

## Galerie

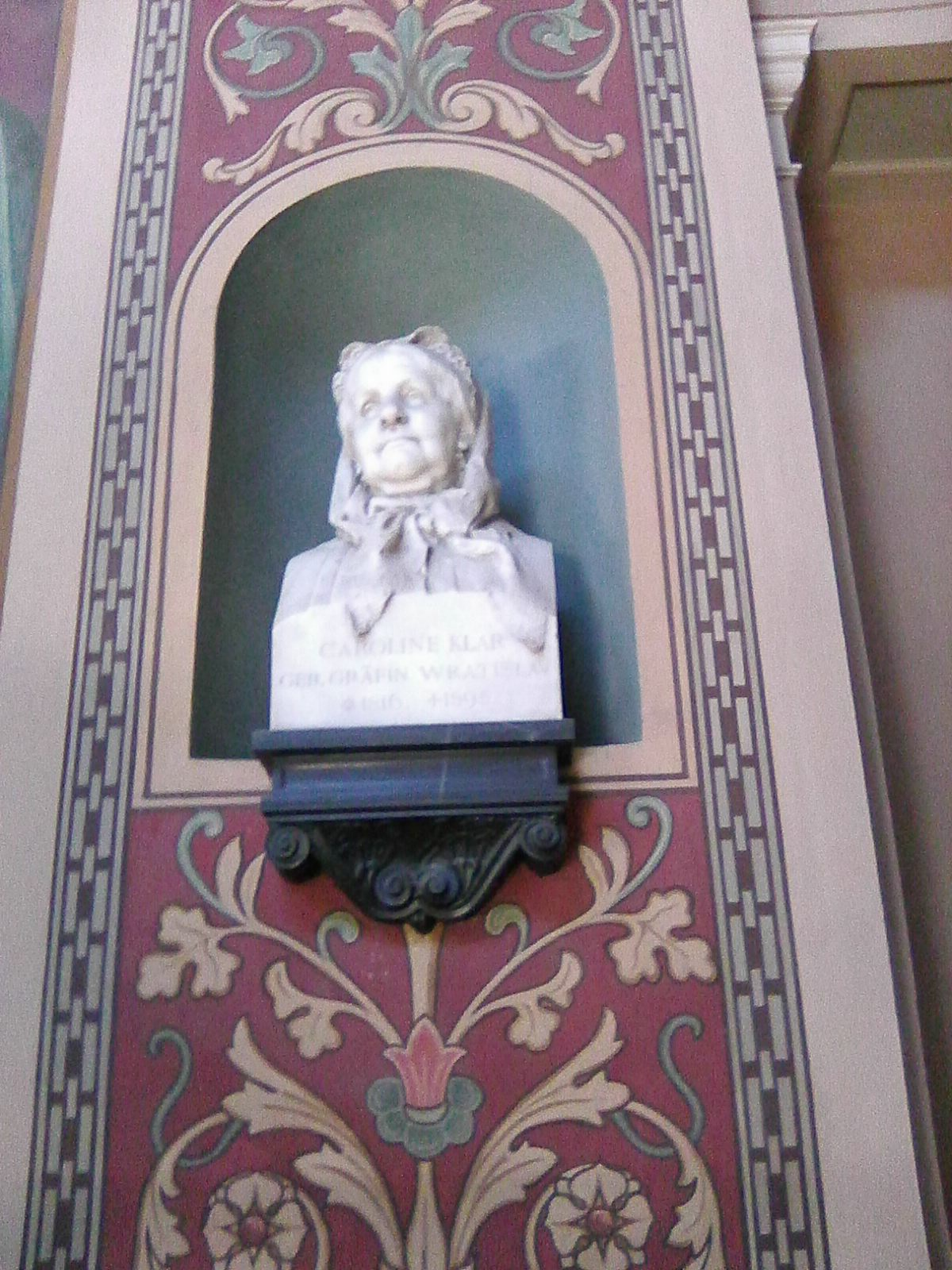
Busta Caroliny Klarové v kapli
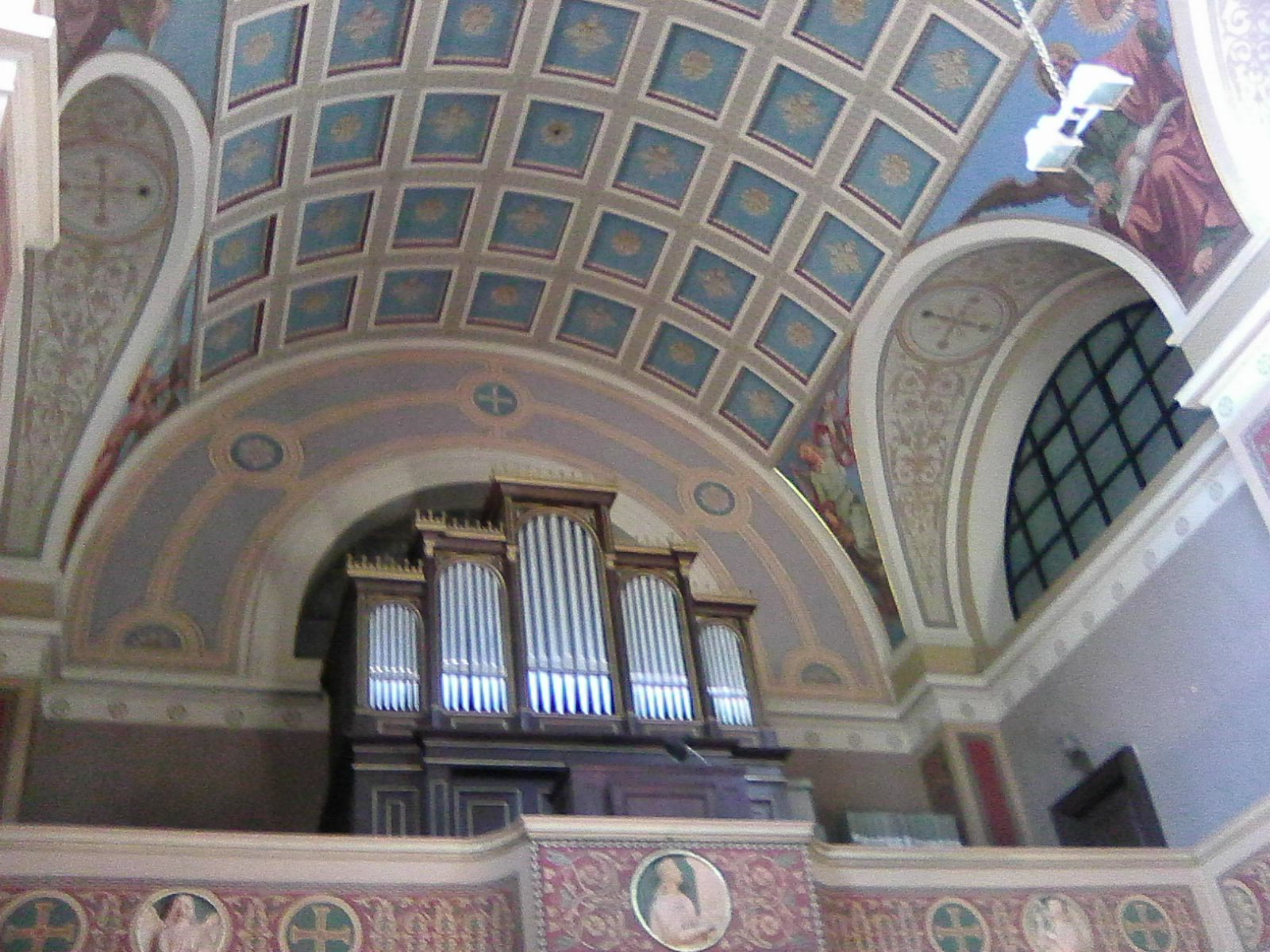
Varhany, kaple
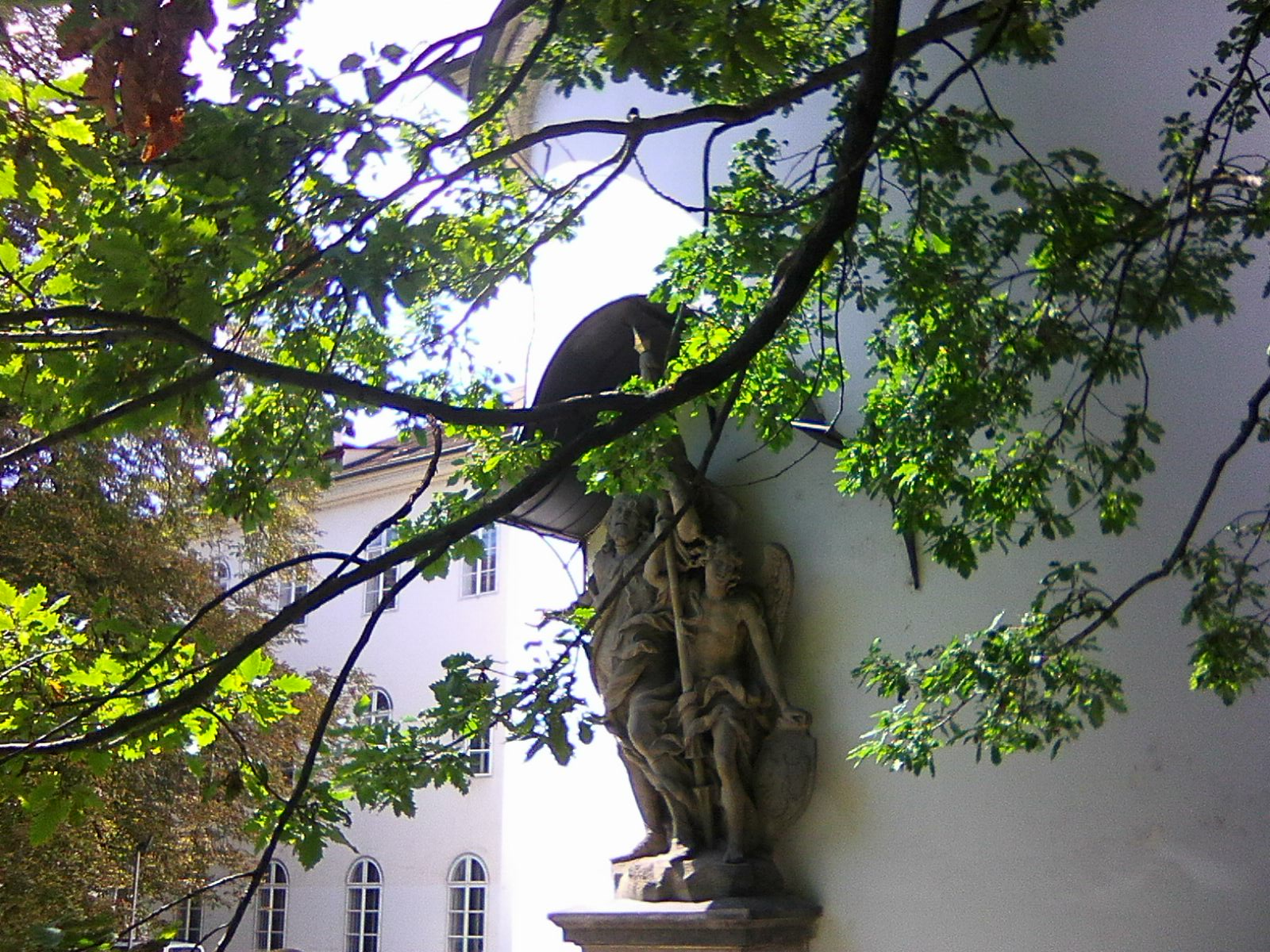
Svatý Václav, zahrada
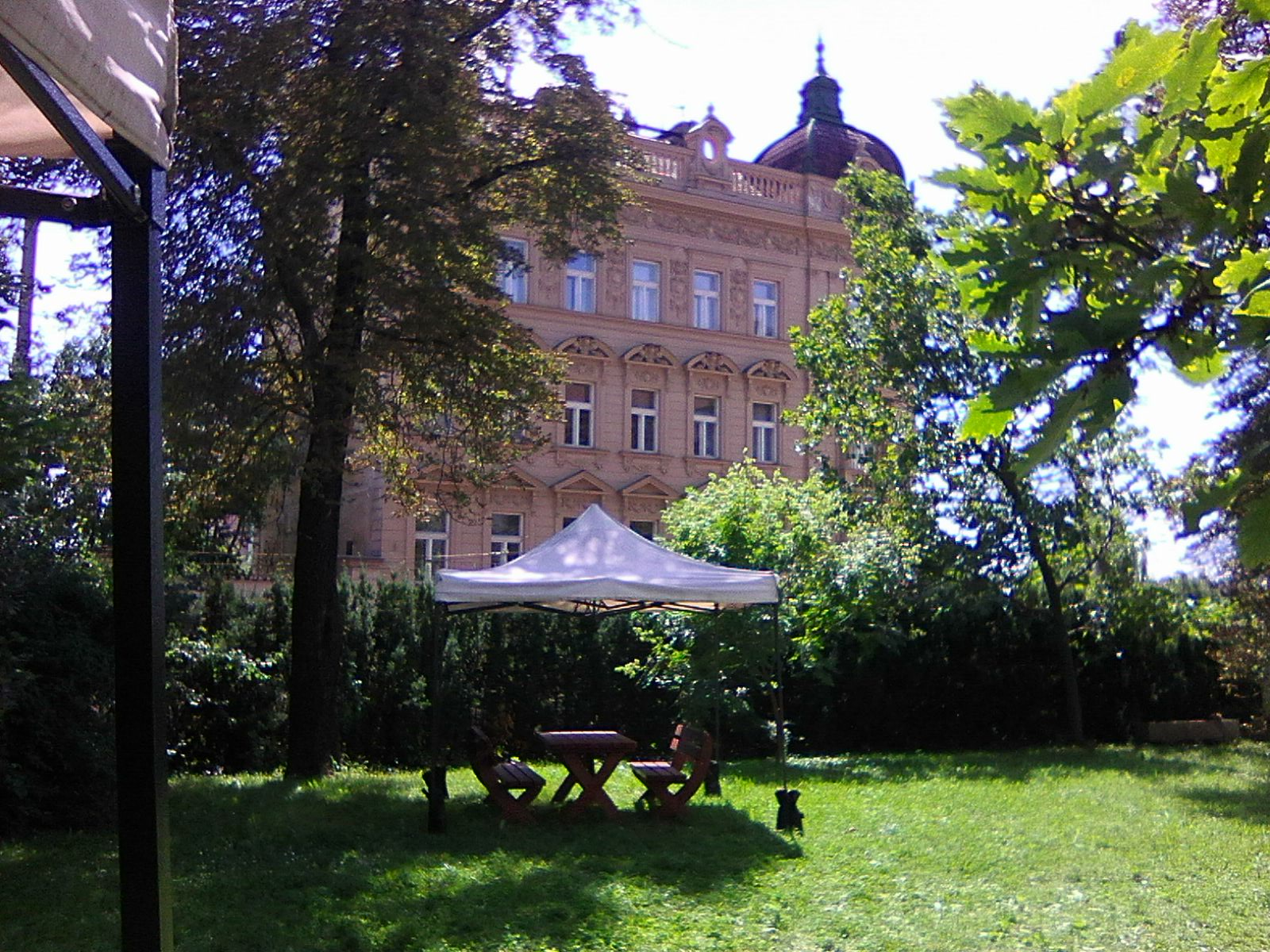
Zahrada
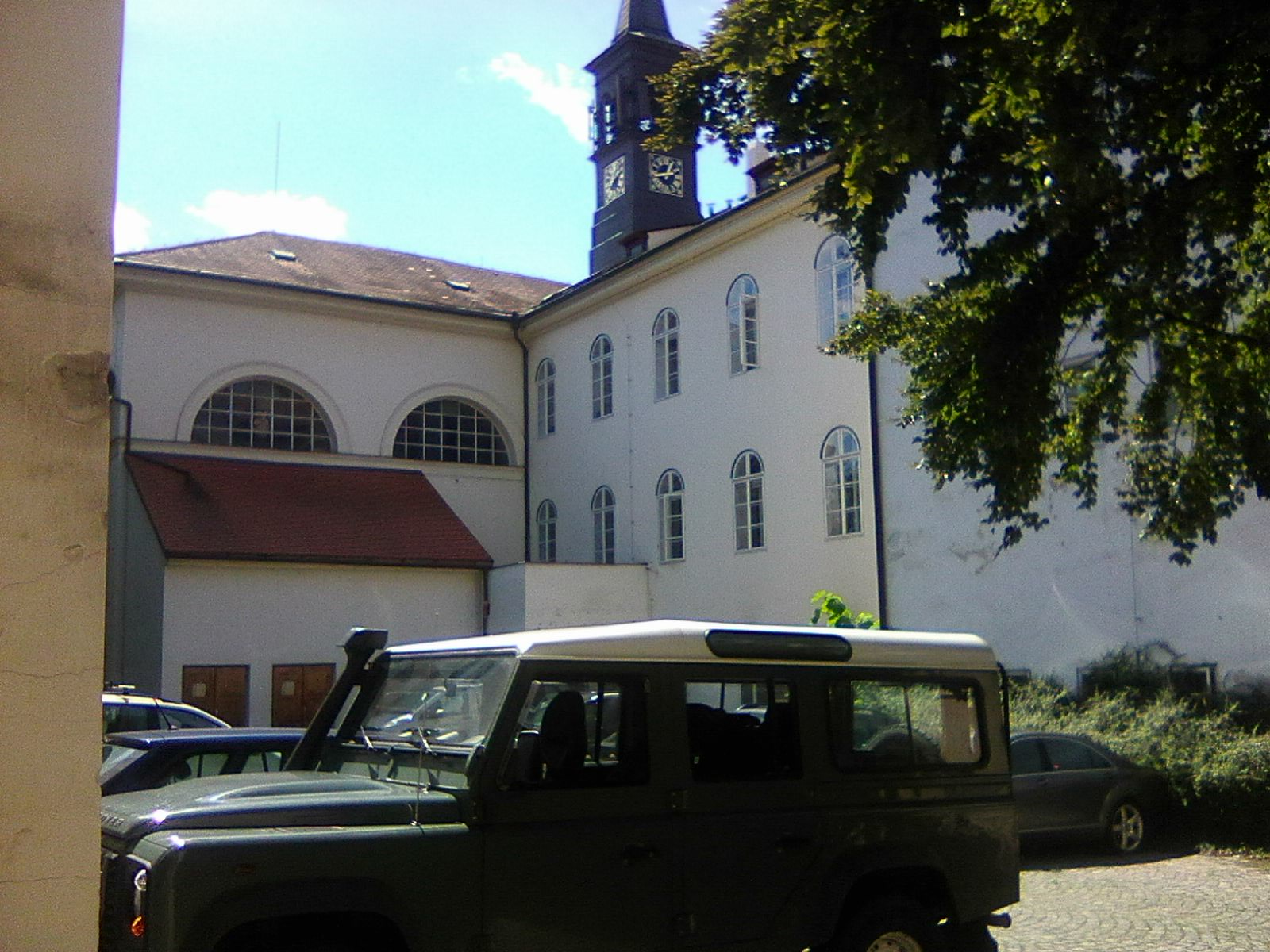
Dvůr
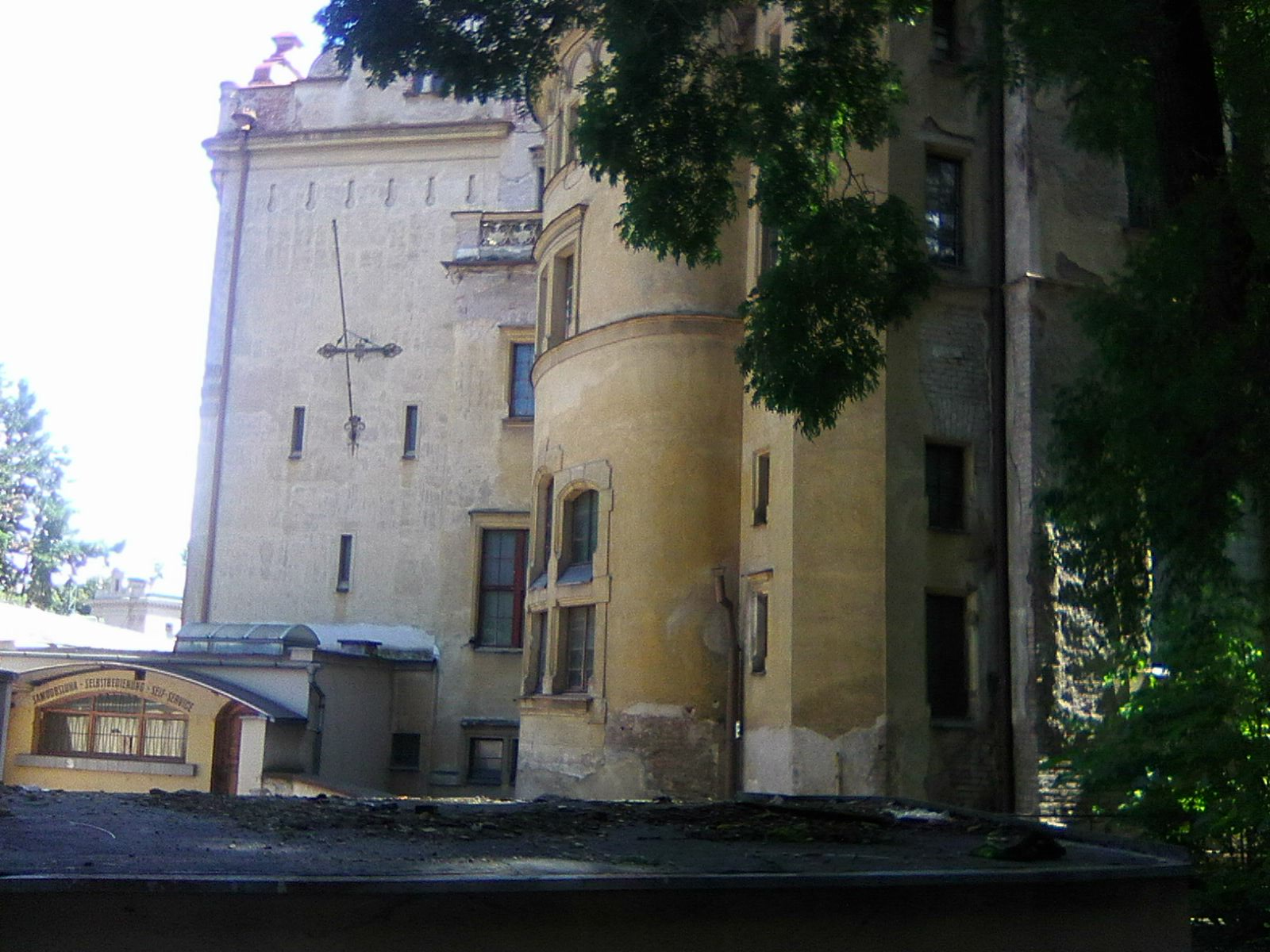
Odděleno plotem